# Fusion kuchyně

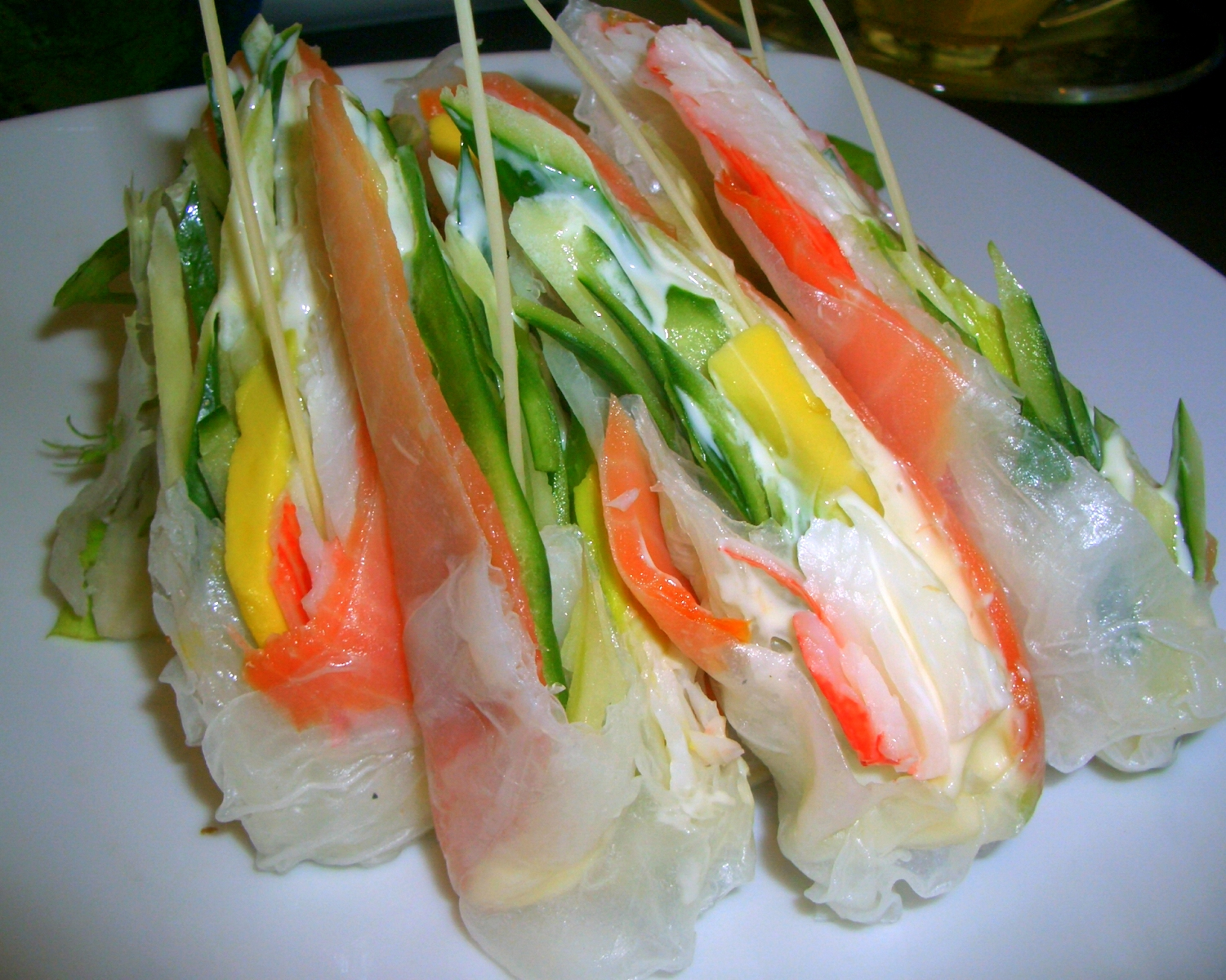
Toto je kombinace japonské a vietnamské kuchyně: uzený losos zabalený do rýžového papíru s avokádem, okurkou a krabí tyčkou.

Fusion kuchyně neboli smíšená či syntetizující kuchyně vzájemně kombinuje prvky rozdílných kulinářských tradic, přičemž výsledné dílo nelze jednoznačně zařadit ani do jedné z kuchyní, jež se takto propojily. Tento styl, jenž vznikl ve Spojených státech, kde se kuchaři inspirovali japonským minimalismem a přidali tradiční západní prvky, je charakteristický mícháním rozdílných příchutí. Často jde o propojení západní a východní kuchyně, které je velmi atraktivní, inspirující a kreativní, tedy o propojení technologických postupů se surovinami, které nejsou pro daný region právě obvyklé, např. spojení evropských surovin s asijskou technikou nebo obráceně.